# 圣明 (陈瞻)
圣明（506年正月-七月）是北魏時期泾州（今甘肃泾川）屠各族領導陈瞻的年号，共计數月。

## 纪年
| 圣明 | 元年  |
| 公元 | 506年 |
| 干支 | 丙戌  |

## 參看
- 中国年号索引
- 同期存在的其他政权年号
  - 天監（502年四月—519年十二月）：南朝梁梁武帝萧衍的年号
  - 建明（506年正月-七月）：北魏時期呂苟兒、王法智年号
  - 正始（504年正月-508年八月）：北魏政权北魏宣武帝元恪年号
  - 始平（506年-507年）：柔然政权佗汗可汗郁久闾伏图年号
  - 承平：高昌政权麴嘉年号